# Alicante CF

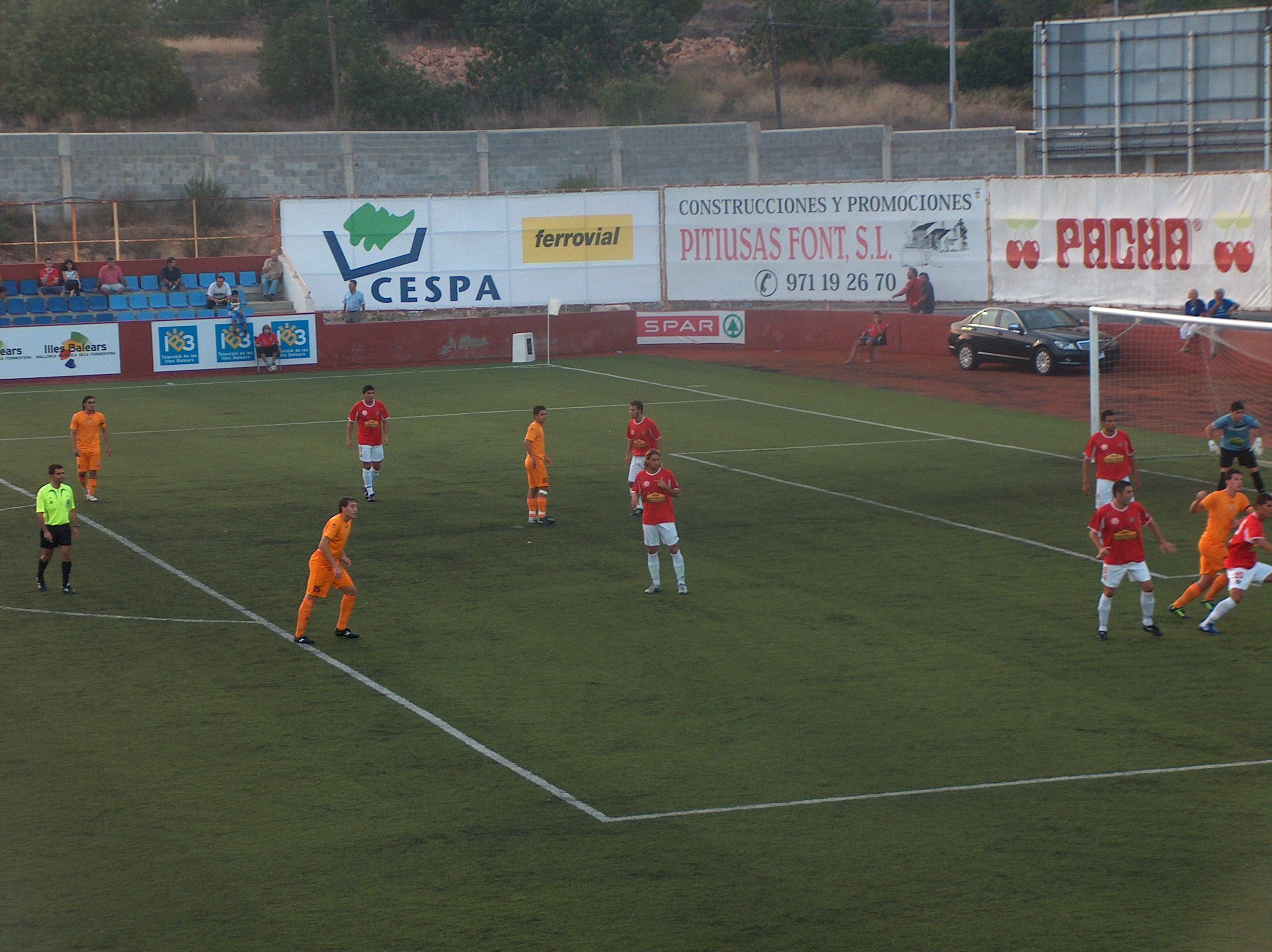
Wedstrijd tegen Eivissa, 2007

Alicante CF was een Spaanse voetbalclub. Thuisstadion was het Campo Municipal de Villafranqueza stadion in Alicante. Het team speelde sinds 2009/10 in de Segunda División B Grupo 3 en werd in 2014 wegens financiële problemen opgeheven.

## Historie
Alicante CF is een club die al langere tijd meedraait in het profvoetbal. Voor het eerst verscheen het op professioneel niveau in 1931 als het uitkomt in de Tercera División. Na de Spaanse burgeroorlog kwam de ploeg in 1939 zelfs een jaar uit in de Segunda División A. Later kwam het nog drie seizoenen in totaal op het op een na hoogste niveau in Spanje uit, voor het laatst in het seizoen 2008/2009.
Eind jaren 60 verdween de club uit het professionele voetbal. Het kwam weer terug in 1979 in de Tercera División, maar speelde meestal een anonieme rol. Het degradeerde enkele keren uit de laagste profdivisie om weer snel terug te keren. In 2001 won de club het kampioenschap van de Tercera División en promoveerde het naar de Segunda División B. Hier draaide het gelijk bovenin mee. In 2004/05 won de club haar divisie, maar miste het promotie. In 2005/06 werd eveneens promotie gemist als in de finale van de play-offs werd verloren van Ponferradina. Ook in 2007 haalde Alicante CF de play-offs als kampioen van de Segunda División B Grupo 3, maar over twee wedstrijden was Córdoba CF de betere. In 2008 had de club uiteindelijk wel succes en ten koste van SD Ponferradina in de finale van de play-offs werd promotie naar de Segunda División behaald. In 2009 degradeerde de club echter alweer naar de Segunda B.

## Gewonnen prijzen
- Segunda División B: 2004/05 en 2006/07
- Tercera División: 1933/34, 1946/47, 2000/01